# Luz (Lagos)

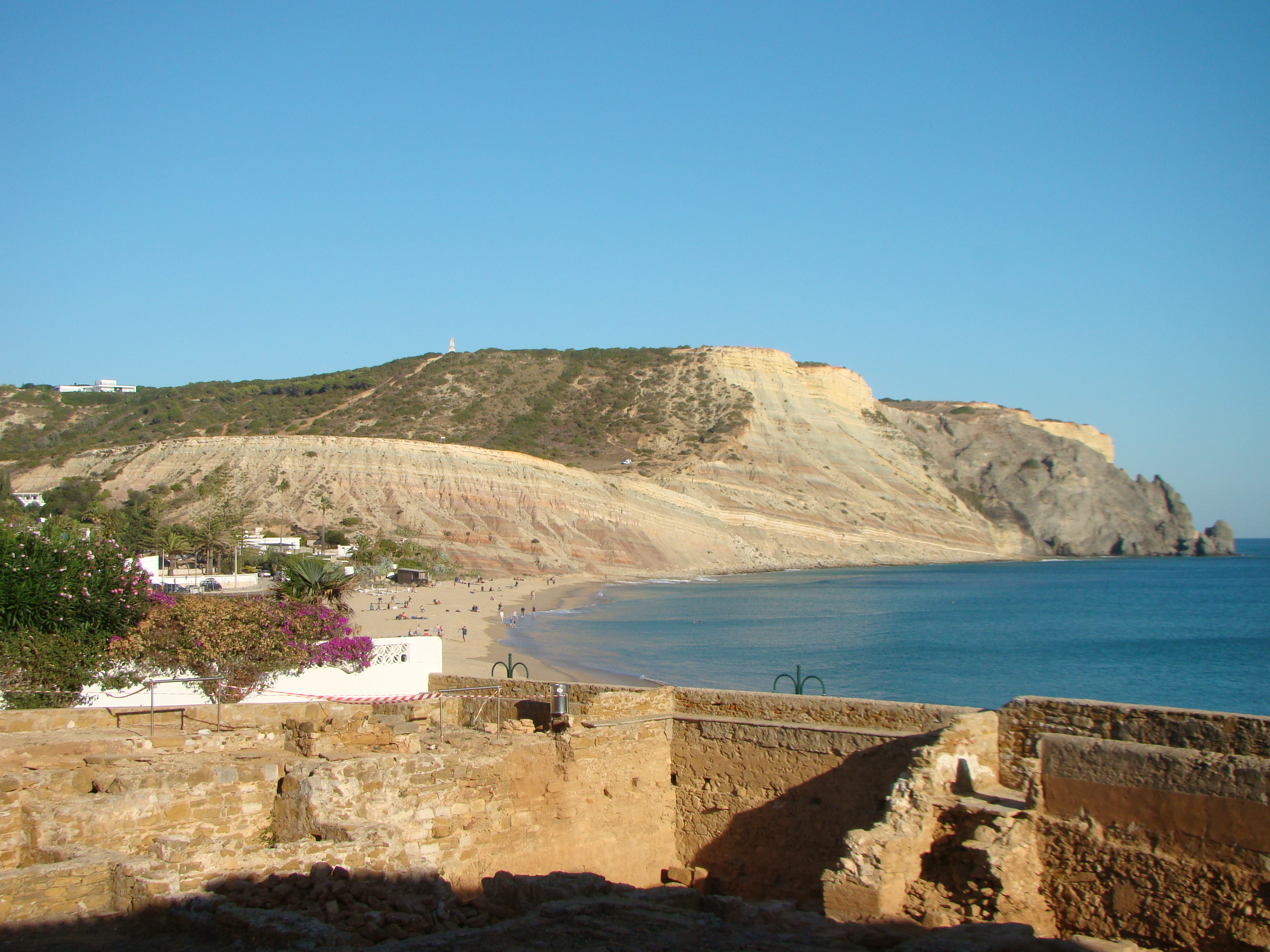
Ruinas das termas romanas

Luz é uma vila portuguesa sede da Freguesia da Luz do Município de Lagos, freguesia com 21,78 km² de área e 4355 habitantes (censo de 2021), tendo, assim, uma densidade populacional de 200 hab./km².
A sede da freguesia, a povoação de Luz, foi elevada à categoria de vila em 12 de julho de 2001.
Nesta freguesia, encontra-se a Praia da Luz, perto da fortaleza de Nossa Senhora da Luz. Junto ao mar, existe uma calçada, onde os visitantes podem caminhar e sentar-se em bancos voltados para a água, o que lhes confere uma vista pitoresca.
No percurso da calçada, existem ruínas de termas romanas, que podem ser visitadas diariamente. As ruínas encontram-se encostadas a um muro longo, do lado do mar, e a diversas casas de habitação, do lado de terra. Junto delas encontra-se uma planta explicativa da organização original das termas, sendo assim possível distinguir as suas diversas secções, como, por exemplo, o frigidário.
Devido à existência da praia (Praia da Luz), a localidade é visitada por inúmeros turistas, portugueses e estrangeiros, sendo estes últimos sobretudo de origem britânica. A presença elevada de turistas e também de residentes desta nacionalidade originou a abertura de diversos bares e de outros estabelecimentos turísticos vincadamente ingleses.

## Património
- Estação arqueológica romana da Praia da Luz[5]
- Castelo da Senhora da Luz ou Fortaleza de Nossa Senhora da Luz[6]
- Igreja da Luz de Lagos[7][8]

## Demografia
A população registada nos censos foi:
| Distribuição da População por Grupos Etários | Distribuição da População por Grupos Etários | Distribuição da População por Grupos Etários | Distribuição da População por Grupos Etários | Distribuição da População por Grupos Etários |
| -------------------------------------------- | -------------------------------------------- | -------------------------------------------- | -------------------------------------------- | -------------------------------------------- |
| Ano                                          | 0-14 Anos                                    | 15-24 Anos                                   | 25-64 Anos                                   | > 65 Anos                                    |
| 2001                                         | 476                                          | 313                                          | 1690                                         | 589                                          |
| 2011                                         | 481                                          | 356                                          | 1887                                         | 821                                          |
| 2021                                         | 514                                          | 341                                          | 2194                                         | 1306                                         |